# Piotrków Trybunalski
Piotrków Trybunalski (uitspraak: [ˈpʲɔtrkuf trɨbuˈnalsci], ong. pjotrkoef triboennalskie; Duits: Petrikau) is een stad in het Poolse woiwodschap Łódź die een zelfstandige powiat vormt. De oppervlakte bedraagt 67,26 km² en het inwonersaantal bedroeg per 31 december 2018 zo'n 73.670 personen.

## Etymologie
Volgens een traditie, die niet door historische bronnen is bevestigd, werd Piotrków gesticht door Piotr Włostowic, een machtige twaalfde-eeuwse magnaat uit Silezië. De naam van de stad komt van de Poolse versie van de naam Peter (Piotr), in verkleinwoord (Piotrek of "Petertje"). Trybunalski geeft aan dat in de stad jurisdictie plaatsvond. De stad staat in het Jiddisch bekend als פּעטריקעװ of Petrikev, in het Duits als Petrikau en in het Russisch als Петроков of Petrokov.

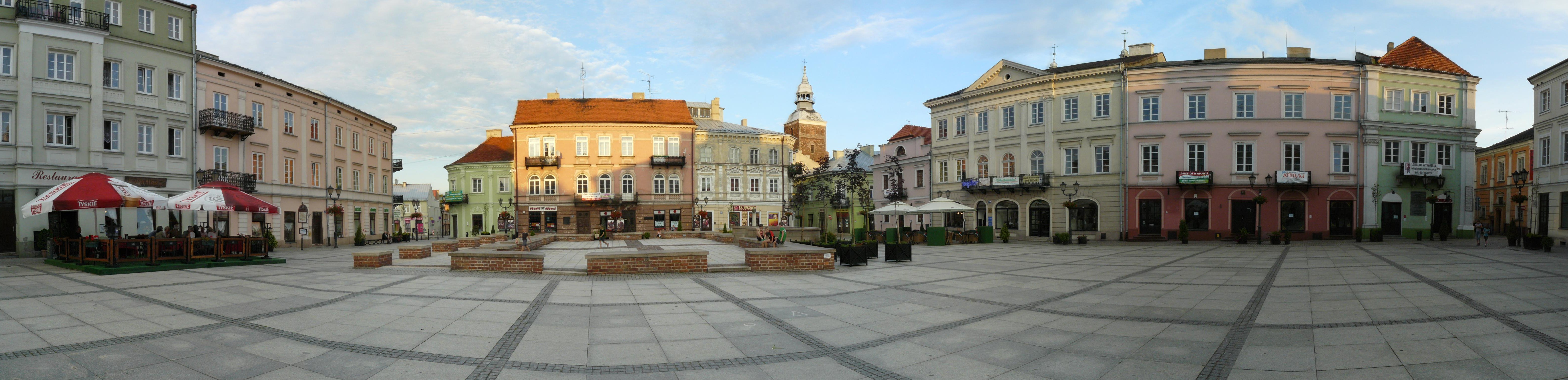
Panoramische weergave van de oude binnenstad

## Geschiedenis
Piotrków Trybunalski werd in 1569 onderdeel van het Pools-Litouwse Gemenebest. Toen de zetel van het parlement naar Warschau werd verplaatst, werd Piotrków Trybunalski de zetel van het hoogste gerechtshof van Polen, het Kroontribunaal, en werden tussen 1578 en 1793 processen gehouden. De Joodse bevolking van Piotrków werd in 1578 verdreven om pas een eeuw later terug te keren. De stad werd een poststation in 1684. Rond 1705 arriveerden de eerste Duitse kolonisten (voornamelijk Zwaben) in de buurt van de stad en stichtten een aantal dorpen waarin zij tot 1945 hun gebruiken en taal grotendeels wisten te behouden.
Hoewel Piotrków Trybunalski in de 16e eeuw een belangrijke stad was voor de Poolse politiek en veel had bijgedragen aan de ontwikkeling daarvan, nam de invloed van de stad in de 17e en 18e eeuw af door branden, epidemieën, oorlogen tegen Zweden en ten slotte de Poolse Delingen.
Toen in 1846 de spoorlijn Warschau-Wenen werd aangelegd, nam de economische en industriële ontwikkeling van Piotrków weer licht toe. In 1867 vormden de Russische autoriteiten de oblast Piotrków, die ook de plaatsen Łódź, Częstochowa, Dąbrowa Górnicza en Sosnowiec omvatte. Volgens de Russische telling van 1897 leefden er 30.800 personen in de stad, waarvan zo'n 9.500 Joods waren (ongeveer 31% procent). Veel inwoners waren ontevreden en demonstreerden tijdens de Russische revolutie van 1905. De oblast Piotrków had in 1914 de best ontwikkelde industrie van heel Polen.
Tijdens het interbellum werd Piotrków de hoofdstad van het district Piotrków in het woiwodschap Łódź en verloor het zijn eerdere status als oblast. In 1938 had de stad 51.000 inwoners, waaronder 25.000 Joden en 1.500 Duitsers. De stad was een van de grotere Joodse nederzettingen in Polen en had tot de Holocaust een bloeiende Hebreeuwse drukkerij en uitgeverij.
In oktober 1939 ontstond in Piotrków Trybunalski het eerste Joodse getto in bezet Europa. Er werden zo'n 25.000 Joden uit Piotrków Trybunalski en nabijgelegen dorpen gehuisvest. De meeste Joden, zo'n 22.000 personen in totaal, zijn afgevoerd naar het concentratiekamp Treblinka, terwijl de rest naar Auschwitz en Majdanek werd gedeporteerd. Slechts een klein aantal Joodse inwoners overleefden de oorlog.

## Bevolking
Op 31 december 2018 telde de stad Piotrków Trybunalski 73.670 inwoners, een daling van 76.717 inwoners in 2011 en 80.979 inwoners in 2002.

## Verkeer en vervoer
- Station Bugaj Piotrkowski
- Station Starostwo

## Geboren in
- Ernestine Rose (1810-1892), Amerikaanse feministe en abolitioniste
- Françoise Frenkel (1889-1975), Franse schrijfster
- Alice Miller (1923-2010), Zwitserse psychologe, schrijfster en kunstschilderes.
- Yisrael Meir Lau (1937), Israëlisch rabbijn

Stadsdistricten:
Łódź · Piotrków Trybunalski · Skierniewice

Districten:
Bełchatów · Brzeziny · Kutno · Łask · Łęczyca · Łowicz · Łódź Oost · Opoczno · Pabianice · Pajęczno · Piotrków · Poddębice · Radomsko · Rawa · Sieradz · Skierniewice · Tomaszów Mazowiecki · Wieluń · Wieruszów · Zduńska Wola · Zgierz